# Tassa de mesurar

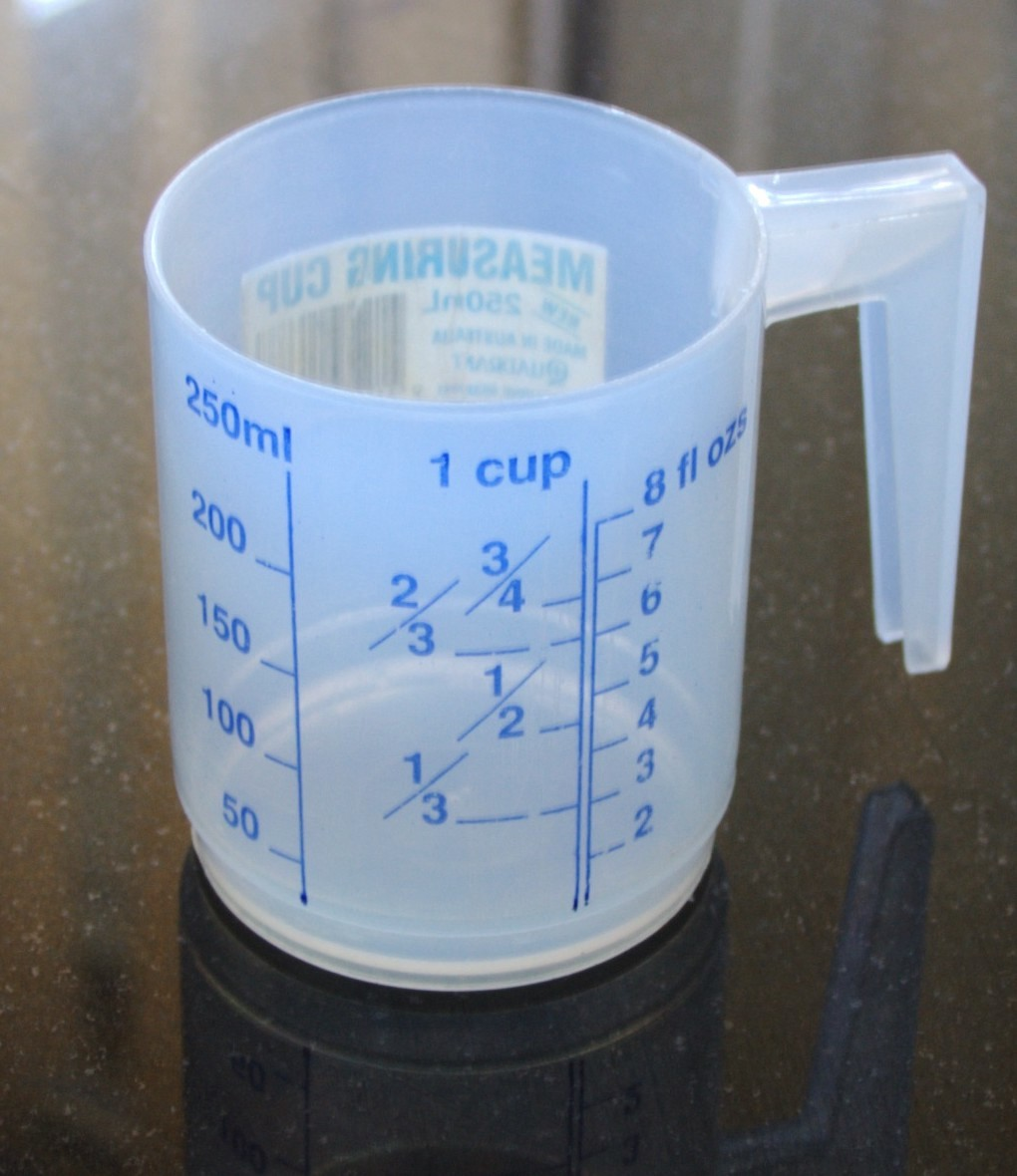
Tassa mesuradora de plàstic. Graduada en ml i unces americanes.

En diverses activitats humanes, la cuina entre d'altres, una tassa de mesurar (també anomenada mesura; mesureta si és petita)
 és un recipient de volum conegut que permet dosificar líquids, matèries granuloses o pólvores. També hi ha recipients de mesurar amb marques de nivell que permeten comprovar volums diferents. Si el recipient és transparent o translúcid les marques són a l'exterior, mentre que si el recipient és opac les marques van a l'interior.
Els materials de construcció de les tasses actuals són el vidre, el plàstic o el metall. Antigament hi havia mesures de fusta i de terrissa.

## Usos típics
En la cuina es poden mesurar líquids (aigua, llet, oli, cervesa…) i sòlids granulats o en pols (farina, sucre, cacau, arrós, pastes de petit format…). En altres activitats casolanes hi ha mesures per als detergents i els adobs per a les plantes de jardí.
Són freqüents les mesuretes no graduades de capacitats unitàries o fraccionàries: 1 tassa, ½ tassa, 1/3 de tassa, 1/4 de tassa.

### Mode d'operació
Una forma habitual de procedir és emprar la tassa de mesurar com a recipient transitori de quantitats unitàries. O, el que és el mateix, mesurar una certa quantitat i abocar-la totalment sobre un altre recipient. Alguns vasos de gran capacitat, a més de mesurar, es fan servir com a dispensadors de quantitats parcials. El recipient s'omple totalment i es va dosificant en petites quantitats. Les graduacions normals estan marcades en vertical indicant les quantitats de matèria per a cada nivell horitzontal. Però, per a servir cal inclinar el recipient i les quantitats servides han de ser estimades a ull. Hi ha recipients de mesurar amb una graduació inclinada, que permet observar el nivell de líquid quan es va servint (amb el recipient inclinat).

### Marques de graduació
Normalment estan disposades verticalment, en el costat de la tassa. Si la tassa reposa sobre el taulell de la cuina, l'observació directa no és immediata. Hi ha una patent d'una tassa amb un rebaix intern graduat que permet la lectura directa, mirant a l'interior de la tassa.

## Mesurar pesos
Un recipient de mesurar indica volums. Les graduacions d'una tassa de mesurar es refereixen a volums de líquids o sòlids granulats. En molts casos hi ha taules d'equivalència aproximada entre els volums i les masses de diversos productes.

## Antecedents històrics
Les tasses de mesurar són actualment estris d'ús casolà i no intervenen en les relacions comercials. Antigament (i encara ara en mercats «primitius») les mesures eren un instrument imprescindible en les ventes a mesura.
| « | ... qui venrà a pes i mesura no gos tenir pesos ni mesures que no sien signats d'algun mostessaf... | » |
| — | |   |

## Unitats tradicionals
Les unitats tradicionals de volum o capacitat, tenen relació amb les tasses de mesurar o instruments similars.

### Catalanes
- porró[6]
- 1 porró = 2 xaus[7]
- 1 porró = 4 quartins o petricons[8]
- 1 porró = 8 xicres[8]
- 1 petricó = 1/4 de porró = 250ml[8][9]
- 1 xicra = 1/2 petricó = 125ml[8]
- càntir[10]

### Marsella[11]
Les unitats de capacitat de Marsella són interessants per la gran relació comercial amb Catalunya.
- Mesura d'àrids
  - 1 charge= 8 panauxs (singular panal)
  - 1 panal = 14 civadiers
  - 1 civadier = 2 picotins
- Mesura de líquids
  - Millérole
    - Per al vi
      - 1 millérole= 15 escandaux (singular escandal)

    - Per a l'oli
      - 1 millérole = 4 escandaux

### Genova

#### Unitats de volum
- Canella cuba
- Palmo cubo

#### Mesura d'àrids
- 1 mina = 2 stari[12]
- 1 staro = 2 quarte
- 1 quarta = 12 gombette[13]